# Куртак
Куртак — посёлок в Новосёловском районе Красноярского края России. Входит в состав Чулымского сельсовета.

## География
Посёлок расположен в 67 км к северо-востоку от районного центра Новосёлово.

## Население
| 2010 |
| ---- |
| 159  |

Гендерный состав
По данным Всероссийской переписи населения 2010 года 77 мужчин и 82 женщины из 159 чел.